# Дискографія Келлі Роуленд
Дискографія американської виконавиці Келлі Роуленд складається з трьох студійних альбомів, трьох збірок, двадцяти дев'яти синглів, одного відео-альбому, тридцяти одного кліпу та восьми саундтреків.

## Альбоми

### Студійні альбоми
| Назва       | Деталі                                                                                             | Найвищі позиції в чартах | Найвищі позиції в чартах | Найвищі позиції в чартах | Найвищі позиції в чартах | Найвищі позиції в чартах | Найвищі позиції в чартах | Найвищі позиції в чартах | Найвищі позиції в чартах | Найвищі позиції в чартах | Найвищі позиції в чартах | Сертифікації                                                       | Продажі                         |
| Назва       | Деталі                                                                                             | US                       | US R&B                   | AUS                      | FRA                      | GER                      | IRL                      | NLD                      | NZ                       | SWI                      | UK                       | Сертифікації                                                       | Продажі                         |
| ----------- | -------------------------------------------------------------------------------------------------- | ------------------------ | ------------------------ | ------------------------ | ------------------------ | ------------------------ | ------------------------ | ------------------------ | ------------------------ | ------------------------ | ------------------------ | ------------------------------------------------------------------ | ------------------------------- |
| Simply Deep | - Випущено: 22 жовтня 2002 - Формат: CD, digital download - Лейбл: Columbia Records (886974829720) | 12                       | 3                        | 5                        | 47                       | 14                       | 2                        | 16                       | 7                        | 17                       | 1                        | - RIAA: Золотий - ARIA: Платиновий - BPI: Платиновий - MC: Золотий | - Світ: 2,500,000               |
| Ms. Kelly   | - Випущено: 22 червня 2007 - Формат: CD, digital download - Лейбл: Columbia Records (828767558820) | 6                        | 2                        | 44                       | 88                       | 80                       | 46                       | 61                       | —                        | 38                       | 23                       |                                                                    | - US: 222,000 - Світ: 1,200,000 |
| Here I Am   | - Випущено: 26 липня 2011 - Формат: CD, digital download - Лейбл: Universal Motown                 | 3                        | 1                        | 61                       | —                        | —                        | —                        | —                        | —                        | 69                       | 43                       |                                                                    | - США: 188,000                  |

### Box set і збірки
| Назва                                    | Деталі                                                                                              |
| ---------------------------------------- | --------------------------------------------------------------------------------------------------- |
| Simply Deep / Ms. Kelly: Deluxe Edition  | - Випущено: 27 вересня 2010 - Формат: подвійний CD - Лейбл: Columbia, Sony Music (88697779682)      |
| Work: The Best of Kelly Rowland          | - Випущено: 25 жовтня 2010 - Формат: CD, digital download - Лейбл: Camden, Sony Music (88697780762) |
| Playlist: the Very Best of Kelly Rowland | - Випущено: 18 жовтня 2011 - Формат: CD, digital download - Лейбл: Sony Legacy                      |

### Мініальбоми
- Ms. Kelly: Diva Deluxe (2008)[25]

- Ms. Kelly Deluxe Digital EP (2008)[26]

## Сингли

### Як головна виконавиця
| Назва                                      | Рік  | Найвищі позиції в чартах | Найвищі позиції в чартах | Найвищі позиції в чартах | Найвищі позиції в чартах | Найвищі позиції в чартах | Найвищі позиції в чартах | Найвищі позиції в чартах | Найвищі позиції в чартах | Найвищі позиції в чартах | Найвищі позиції в чартах | Сертифікації | Альбом                                           |
| Назва                                      | Рік  | US                       | US R&B                   | AUS                      | FRA                      | GER                      | IRL                      | NLD                      | NZ                       | SWI                      | UK                       | Сертифікації | Альбом                                           |
| ------------------------------------------ | ---- | ------------------------ | ------------------------ | ------------------------ | ------------------------ | ------------------------ | ------------------------ | ------------------------ | ------------------------ | ------------------------ | ------------------------ | --- | ------------------------------------------------ |
| »Dilemma" (з Nelly)                        | 2002 | 1                        | 1                        | 1                        | 6                        | 1                        | 1                        | 1                        | 2                        | 1                        | 1                        | - ARIA: 3 × Платиновий - BPI: Платиновий - BVMI: Золотий - IFPI SWI: Платиновий - NVPI: Золотий - RIANZ: Платиновий - SNEP: Золотий | Simply Deep                                      |
| «Stole»                                    | 2002 | 27                       | 54                       | 2                        | 53                       | 15                       | 3                        | 10                       | 3                        | 9                        | 2                        | - ARIA: Платиновий - RIANZ: Золотий                                                                                                 | Simply Deep                                      |
| «Can't Nobody»                             | 2003 | 97                       | 72                       | 13                       | —                        | 66                       | 15                       | 24                       | 38                       | 37                       | 5                        | - ARIA: Золотий | Simply Deep                                      |
| «Train on a Track»                         | 2003 | —                        | —                        | 61                       | —                        | 93                       | 44                       | 83                       | —                        | 67                       | 20                       | | Simply Deep                                      |
| «Une femme en prison» (з Stomy Bugsy)      | 2003 | —                        | —                        | —                        | 62                       | —                        | —                        | —                        | —                        | —                        | —                        | | Simply Deep (австралійська та французька версії) |
| «Like This» (з Eve)                        | 2007 | 30                       | 7                        | 13                       | —                        | —                        | 5                        | 85                       | 11                       | 77                       | 4                        | | Ms. Kelly                                        |
| «Ghetto» (зі Снуп Догом)                   | 2007 | —                        | 109                      | —                        | —                        | —                        | —                        | —                        | —                        | —                        | —                        | | Ms. Kelly                                        |
| «Work»                                     | 2008 | —                        | —                        | 6                        | 4                        | 25                       | 12                       | 14                       | 10                       | 8                        | 4                        | - ARIA: Платиновий | Ms. Kelly                                        |
| «Daylight» (з Тревісом Маккоєм)            | 2009 | —                        | —                        | 43                       | —                        | —                        | 43                       | —                        | —                        | —                        | 14                       | | Ms. Kelly                                        |
| «When Love Takes Over» (with David Guetta) | 2009 | 76                       | —                        | 6                        | 2                        | 2                        | 1                        | 5                        | 7                        | 1                        | 1                        | - ARIA: 2 × Платиновий - BPI: Золотий - BVMI: Золотий - IFPI SWI: Платиновий - RIANZ: Платиновий - SNEP: Золотий                    | Here I Am (International Edition)                |
| «Commander» (з Давідом Геттою)             | 2010 | —                        | —                        | 61                       | —                        | 16                       | 13                       | 66                       | 16                       | 46                       | 9                        | - RIANZ: Золотий | Here I Am (International Edition)                |
| «Rose Colored Glasses»                     | 2010 | —                        | —                        | —                        | —                        | —                        | —                        | —                        | —                        | —                        | —                        | | Here I Am (International Edition)                |
| «Forever and a Day»                        | 2010 | —                        | —                        | —                        | —                        | —                        | —                        | —                        | —                        | —                        | 49                       | | Here I Am (International Edition)                |
| «What a Feeling» (з Alex Gaudino)          | 2011 | —                        | —                        | —                        | —                        | —                        | 38                       | 66                       | —                        | —                        | 6                        | | Here I Am (International Edition)                |
| «Motivation» (з Lil Wayne)                 | 2011 | 17                       | 1                        | —                        | —                        | —                        | —                        | —                        | —                        | —                        | —                        | - RIAA: Платиновий | Here I Am (Міжнародна та американська версії)    |
| «Lay It on Me» (з Big Sean)                | 2011 | 109                      | 43                       | —                        | —                        | —                        | —                        | —                        | —                        | —                        | —                        | | Here I Am (Міжнародна та американська версії)    |
| «Down for Whatever» (з The WAV.s)          | 2011 | —                        | —                        | —                        | —                        | —                        | —                        | —                        | —                        | —                        | 6                        | | Here I Am (Міжнародна та американська версії)    |

### З іншими виконавцями
| Назва                                            | Рік  | Найвищі позиції в чартах | Найвищі позиції в чартах | Найвищі позиції в чартах | Найвищі позиції в чартах | Найвищі позиції в чартах | Найвищі позиції в чартах | Найвищі позиції в чартах | Найвищі позиції в чартах | Найвищі позиції в чартах | Найвищі позиції в чартах | Сертифікації     | Альбом         |
| Назва                                            | Рік  | US                       | US R&B                   | AUS                      | FRA                      | GER                      | IRL                      | NLD                      | NZ                       | SWI                      | UK                       | Сертифікації     | Альбом         |
| ------------------------------------------------ | ---- | ------------------------ | ------------------------ | ------------------------ | ------------------------ | ------------------------ | ------------------------ | ------------------------ | ------------------------ | ------------------------ | ------------------------ | ---------------- | -------------- |
| «Separated» (Avant з Келлі Роуленд)              | 2003 | 22                       | 1                        | —                        | —                        | —                        | —                        | —                        | —                        | —                        | —                        |                  | My Thoughts    |
| «Here We Go» (Trina з Келлі Роуленд)             | 2005 | 17                       | 8                        | —                        | —                        | —                        | —                        | —                        | 17                       | —                        | 15                       | - RIAA: Золотий  | Glamorest Life |
| «No Future in the Past» (Nâdiya з Келлі Роуленд) | 2008 | —                        | —                        | —                        | —                        | —                        | —                        | —                        | —                        | —                        | —                        |                  | Electron Libre |
| «Breathe Gentle» (Tiziano Ferro з Келлі Роуленд) | 2009 | —                        | —                        | —                        | —                        | —                        | —                        | 7                        | —                        | —                        | —                        |                  | Alla Mia Età   |
| «Invincible» (Тіні Темпа з Келлі Роуленд)        | 2010 | —                        | —                        | 38                       | —                        | 39                       | 13                       | —                        | 5                        | 33                       | 11                       | - RIANZ: Золотий | Disc-Overy     |
| «Gone» (Nelly з Келлі Роуленд)                   | 2011 | —                        | 59                       | 55                       | —                        | —                        | —                        | —                        | —                        | —                        | 58                       |                  | 5.0            |
| «Castle Made of Sand» (Pitbull з Келлі Роуленд)  | 2011 | —                        | —                        | —                        | —                        | —                        | —                        | —                        | 37                       | —                        | —                        |                  | Planet Pit     |
| «Favor» (Лонні Беріл з Келлі Роуленд)            | 2011 | —                        | 83                       | —                        | —                        | —                        | —                        | —                        | —                        | —                        | —                        |                  | TBA            |
| «Boo Thang» (Verse Simmonds з Келлі Роуленд)     | 2011 | —                        | 44                       | —                        | —                        | —                        | —                        | —                        | —                        | —                        | —                        |                  | TBA            |

### Сингли не з альбомів
| Назва                                           | Рік  | Найвищі позиції в чартах | Найвищі позиції в чартах | Найвищі позиції в чартах |
| Назва                                           | Рік  | US                       | US R&B                   | UK                       |
| ----------------------------------------------- | ---- | ------------------------ | ------------------------ | ------------------------ |
| «Everywhere You Go» (з Rhythm of Africa United) | 2010 | —                        | —                        | —                        |
| «Grown Woman»                                   | 2010 | —                        | 51                       | —                        |

## Вказана в альбомах інших виконавців
| Пісні                      | Рік  | Виконавець(-ці)                        | Album                                 |
| -------------------------- | ---- | -------------------------------------- | ------------------------------------- |
| «All That I'm Lookin For»  | 2005 | Бейонсеé, Келлі Роуленд, Кіттен Сера   | The Katrina CD                        |
| «You Will Win»             | 2006 | Келлі Роуленд                          | Spirit Rising Vols. 1 & 2             |
| «Your Love (So Crazy)»     | 2007 | Bone Thugs-n-Harmony (& Келлі Роуленд) | Uni-5 The Prequel CD                  |
| «It's the Way You Love Me» | 2009 | David Guetta (з Kelly Rowland)         | One Love                              |
| «Choose»                   | 2009 | Давід Гета (з Ne-Yo і Kelly Rowland)   | One Love                              |
| «Wonderful Christmastime»  | 2010 | Келлі Роуленд                          | Now That's What I Call Christmas! 4   |
| «Slow Motion»              | 2011 | Travis Porter                          | Differenter 3 (Road Trips & Big Tits) |

## Саундтреки
| Пісня                            | Рік  | Виконавець(-ці)                                     | Фільм                 |
| -------------------------------- | ---- | --------------------------------------------------- | --------------------- |
| «Have Your Way»                  | 2000 | Kelly Rowland (з Бейонсе)                           | His Woman His Wife    |
| «Angel»                          | 2001 | Келлі Роуленд                                       | Down to Earth         |
| «Train on a Track»               | 2003 | Келлі Роуленд                                       | Покоївка з Мангеттену |
| «I'm Beginning to See the Light» | 2004 | Келлі Роуленд                                       | Усмішка Мони Лізи     |
| «Follow Your Dreams»             | 2004 | Келлі Роуленд                                       | The Seat Filler       |
| «I Need a Love»                  | 2004 | Келлі Роуленд                                       | The Seat Filler       |
| «This Is How I Feel»             | 2005 | Earth, Wind & Fire (з Келлі Роуленд і Sleepy Brown) | Hitch                 |
| «Love Again»                     | 2008 | Келлі Роуленд                                       | Meet the Browns       |

## Відеографія

### DVD
| Назва                      | Деталі                                                                                |
| -------------------------- | ------------------------------------------------------------------------------------- |
| BET Presents Kelly Rowland | - Випущено: 3 липня 2007 - Лейбл: Columbia Records (0003711703542) - Формат: CD + DVD |

### Музичні відео
| Назва                   | Рік  | Режисер(и)               | Виконавець(-ці)                    |
| ----------------------- | ---- | ------------------------ | ---------------------------------- |
| «Separated (Remix)»     | 2000 | J. Jesses Smith          | Avant (з Келлі Роуленд)            |
| «Dilemma»               | 2002 | Benny Boom               | Nelly дуетом з Келлі Роуленд       |
| «Stole»                 | 2002 | Sanaa Hamri              | Келлі Роуленд                      |
| «Can't Nobody»          | 2003 | Benny Boom               | Kelly Rowland                      |
| «Train on a Track»      | 2003 | Antti Jokinen            | Келлі Роуленд                      |
| «Here We Go»            | 2005 | Nick Quested             | Trina (з Келлі Роуленд)            |
| «Get Me Bodied»         | 2007 | Anthony Mandler, Beyoncé | Бейонсе (поява)                    |
| «Like This»             | 2007 | Mike Ruiz                | Келлі Роуленд (з Eve)              |
| «Ghetto»                | 2007 | Andrew Gura              | Келлі Роуленд (зі Снуп Догом)      |
| «Comeback»              | 2007 | Philip Andelman          | Келлі Роуленд                      |
| «Work»                  | 2007 | Philip Andelman          | Келлі Роуленд                      |
| «Daylight»              | 2007 | Jeremy Rall              | Келлі Роуленд (з Тревіслм Маккоєм) |
| «No Future in the Past» | 2008 | Thierry Vergnes          | Nâdiya (& Келлі Роуленд)           |
| «No Substitute Love»    | 2008 | Jake McAfee              | Estelle (поява)                    |
| «Breathe Gentle»        | 2009 | Gaetano Morbioli         | Тиціано Ферро (з Келлі Роуленд)    |
| «When Love Takes Over»  | 2009 | Jonas Åkerlund           | David Guetta з Келлі Роуленд       |
| «Baby by Me»            | 2009 | Chris Robinson           | 50 Cent (з Ne-Yo) (поява)          |
| «Everywhere You Go»     | 2010 | Andrew Wessels           | Келлі Роуленд (& Rhythm of Africa) |
| «Commander»             | 2010 | Masashi Muto             | Келлі Роуленд (з Давідом Геттою)   |
| «Rose Colored Glasses»  | 2010 | John «Rankin» Wadell     | Келлі Роуленд                      |
| «Forever and a Day»     | 2010 | Sarah Chatfield          | Келлі Роуленд                      |
| «Invincible»            | 2010 | Josh Kasselman           | Тіні Темпа (з Келлі Роуленд)       |
| «Gone»                  | 2011 | Marc Klasfeld            | Nelly (з Келлі Роуленд)            |
| «Motivation»            | 2011 | Sarah Chatfield          | Kelly Rowland (feat. Lil Wayne)    |
| «What a Feeling»        | 2011 | Frank Gatson             | Alex Gaudino з Келлі Роуленд       |
| «Favor»                 | 2011 | Juwan Lee                | Lonny Bereal (з Келлі Роуленд)     |
| «Lay It on Me»          | 2011 | Sarah Chatfield          | Келлі Роуленд (з Big Sean)         |
| «Down for Whatever»     | 2011 | Sarah Chatfield          | Келлі Роуленд (з The WAV.s)        |
| «Boo Thang»             | 2011 | Gil Green                | Verse Simmonds (з Келлі Роуленд)   |
| «Party»                 | 2011 | Alan Ferguson            | Бейонсе (з J. Cole) (поява)        |

## Виноски
1. 1 2  Не випущено в США та Канаді, проте випущено в іншій(-их) країна(-ах)
2. ↑  Випущено тільки в США та Канаді
3. ↑  Також "Rose Colored Glasses" не потрапила до Billboard Hot 100 або чарту Hot R&B/Hip-Hop Songs, потрапила під номером тридцять-дев'ять до чарту Top 40.
  - Seven Day Publishes Airplay Report. All Access (All Access Media Group). 5 вересня 2010. Архів оригіналу за 31 липня 2010. Процитовано 13 вересня 2010. (англ.)